# Pedro Fernández del Pulgar
Pedro Fernández del Pulgar (Medina de Rioseco, 1621 - Madrid, 1697) clérigo e historiador español.
Cronista mayor de Indias desde el año 1686, en que sustituye en el cargo a Antonio de Solís.
Fue canónigo penitenciario de Palencia, y auxiliar de Pedro de Aranda Quintanilla y Mendoza.

## Obras
- Historia de Florida
- Vida, y motivos de la común aclamación de Santo del Venerable siervo de Dios F. Fray Francisco Ximénez de Cisneros (1676)
- Historia secular y eclesiástica de la ciudad de Palencia, libro I y libro II (1679).

| Predecesor: Antonio de Solís y Rivadeneyra | Cronista Mayor de Indias 1686 - 1698 | Sucesor: Luis de Salazar y Castro |